# 中静透
中静 透（なかしずか とおる、1956年3月8日 - ）は、日本の森林生態学者。京都大学生態学研究センター教授、東北大学学術資源研究公開センター植物園長等を経て、国立研究開発法人森林研究・整備機構理事長。第一回みどりの学術賞受賞者。本名は、浅野 透。

## 来歴・人物
- 1956年3月8日、新潟県生まれ。
- 1974年、新潟県立長岡高等学校卒業[2]
- 1978年、千葉大学理学部生物学科卒業
- 1980年、千葉大学大学院理学研究科生物学専攻修士課程修了
- 1983年、大阪市立大学大学院理学研究科後期博士課程生物学専攻単位取得退学
- 1985年、農林水産省森林総合研究所
- 1989年、農林水産省森林総合研究所主任研究官
- 1992年、農林水産省熱帯農業研究センター主任研究官。
- 1993年、農林水産省国際農林水産業研究センター主任研究官。
- 1994年、農林水産省森林総合研究所主任研究官
- 1995年、京都大学生態学研究センター教授
- 2001年、総合地球環境学研究所教授
- 2004年、人間文化研究機構総合地球環境学研究所教授
- 2005年、東北大学大学院生命科学研究科教授兼務[3][4]
- 2006年、東北大学大学院生命科学研究科教授[5]
- 2007年、東北大学理学部生物学科長[3][4]
- 2010年、東北大学学術資源研究公開センター長[3][4]
- 2011年、東北大学学術資源研究公開センター植物園長[3][4]
- 2013年、東北大学大学院生命科学研究科副研究科長[3][4]
- 2016年、人間文化研究機構総合地球環境学研究所特任教授[3][4]
- 2018年、東北大学名誉教授[3][4]
- 2020年、国立研究開発法人森林研究・整備機構理事長[4][3]

## 著書

### 著書
- 森のスケッチ（2004年4月）
- 熱帯林研究ノート―ピーター・アシュトンと語る熱帯林研究の未来（2009年1月）

### 論文
- 絶滅の意味

## 受賞歴
- 日本林学会賞（2003年）[3]
- 松下幸之助記念志財団松下幸之助花の万博記念賞（2004年）[3]
- みどりの学術賞（2007年）[3]
- 日本生態学会賞（2011年）[3]